# The Last Airbender (película)
The Last Airbender (El último maestro del aire en Hispanoamérica, y Airbender, el último guerrero en España) es una película de fantasía basada en la primera temporada de la serie animada Avatar: la leyenda de Aang. La película fue anunciada el 8 de junio del 2007 por Paramount Pictures la cual encargó a M. Night Shyamalan escribir, dirigir y producir una película de acción en vivo sobre la serie. 
El reparto fue confirmado en diciembre de 2008, se eligió a Noah Ringer para interpretar a Aang, a Nicola Peltz para el papel de Katara, a Jackson Rathbone para el papel de Sokka y a Dev Patel para el papel del príncipe Zuko, principalmente se confirmó a Jesse McCartney para dicho papel, pero tuvo que abandonar la película porque el horario interfería con su carrera musical, entonces Shyamalan escogió a Patel para reemplazarlo.
El 23 de abril de 2010 se estrenó el tráiler final de la película, en donde se anunciaba su liberación en formato 3D.
La película tuvo un coste total de producción de 150 millones de dólares y un costo total de publicidad de 130 millones de dólares, convirtiéndose así en la película más costosa que haya dirigido M. Night Shyamalan hasta el momento.
La cinta recibió elogios por su fotografía y su banda sonora, pero fue duramente criticada por el manejo de los elementos en la cinta, ya que los consideraban algo lentos, pero más que todo, las expresiones dramáticas de los personajes en toda la cinta, ya que casi no mostraban sentido del humor y provocó disgusto por parte de la audiencia, ya que en la serie animada los personajes tenían diversas expresiones de vez cuando.

## Sinopsis
Aang (Noah Ringer), el más reciente sucesor del ciclo del avatar, deberá viajar al polo norte, junto a Katara (Nicola Peltz) y a Sokka (Jackson Rathbone), para aprender a dominar los cuatro elementos (principalmente el Agua control) y acabar con la guerra. Durante su viaje serán perseguidos por el príncipe Zuko (Dev Patel), el cual intentará capturar al avatar para recuperar su honor.

## Reparto y personajes
- Noah Ringer como Aang,[8] es un niño de doce años (solo biológicamente, cronológicamente tiene ciento doce años, ya que estuvo congelado en un iceberg durante cien años). El destino de Aang como Avatar es dominar los cuatro elementos: el Aire, el Agua, la Tierra y el Fuego para enfrentar a Ozai, rey de la Nación del Fuego, y restaurar el equilibrio del mundo.
- Nicola Peltz como Katara,[8] es la última maestra-Agua de su tribu del sur quien, junto a su hermano Sokka, encuentran a Aang en un iceberg. Ella y su hermano Sokka lo acompañan en su viaje hacia la derrota de la nación del Fuego y así traer paz al mundo.
- Jackson Rathbone como Sokka,[9] es un joven guerrero de la tribu del Agua del sur, junto con su hermana Katara, acompaña a Aang en su viaje para derrotar al Señor del Fuego. A diferencia de sus compañeros, Sokka no controla ningún elemento, pero lo compensa con su inteligencia (astucia) con un buen sentido de humor.
- Dev Patel como el príncipe Zuko,[10][11][3] es un joven príncipe exiliado de la Nación del Fuego, obsesionado con capturar al Avatar para así recuperar su honor y que su padre, el Señor del Fuego Ozai lo acepte de regreso.
- Shaun Toub como Iroh,[12] es un general retirado de la Nación del Fuego y tío del príncipe Zuko. Iroh es también el hermano mayor del Señor del Fuego Ozai, y era el heredero original del trono de la Nación del Fuego. También es tutor de príncipe Zuko.
- Aasif Mandvi como Zhao,[12] es un almirante muy temperamental de la Nación del Fuego, fiel a su nación, malvado, cruel y asesino.
- Cliff Curtis como Ozai,[12] es el soberano de la Nación del Fuego. Es el padre del príncipe Zuko y la princesa Azula, y hermano menor del general Iroh.
- Seychelle Gabriel como Princesa Yue, es la princesa de la Tribu Agua del Norte, y es hija del Jefe Arnook y la Prometida de Hahn.
- Keong Sim como Earthbending Father.

## Producción
El rodaje tuvo lugar en algunas zonas de Pensilvania, en Estados Unidos, desde marzo hasta septiembre de 2009.

## Críticas
Entre las críticas más destacables se pueden destacar aquellas relacionadas con cuestiones étnicas y simbólicas; el hecho de que los personajes de Katara y Sokka fueran interpretados por actores blancos sin tener en cuenta el origen étnico que inspiró a los personajes originales (los Inuit o esquimales) fue un punto en contra muy criticado por los espectadores, mientras que personajes como Zuko, Ozai y Azula fueron interpretados por actores de tez morena, algo contradictorio si tenemos en cuenta que la nación del fuego respalda su estética en el Japón imperial donde la gente era, en su gran mayoría, de tez blanca (o sea en este elemento todo al revés). La simbología japonesa en general fue reemplazada por simbología árabe que, si bien es más conocida en occidente que los gráficos japoneses, le restó muchos elementos fundamentales de la historia original. Por otra parte, el personaje de Kioshi, una de las avatares más relevantes de la serie, fue descrita en la película como un hombre llamado Yoshi, ignorando el hecho de que según las creencias budistas las almas reencarnan tanto en hombres como en mujeres e incluso en animales u objetos.
Otras críticas se referían a cuestiones técnicas y de guion, como el hecho de eliminar escenas o diálogos que los seguidores de la serie consideran fundamentales. El hecho de que los maestros fuego no puedan producir su elemento (algo que sí sucede en la serie) es uno de estos elementos técnicos modificados; la falta de coordinación visible entre los movimientos de los personajes y el del elemento que están manipulando o la alteración de ciertos rasgos físicos y de personalidad de muchos personajes también fueron puntos muy criticados.

## Secuelas Canceladas y Remake
Con esta película, Shyamalan tenía planeado desarrollar una trilogía adaptando los dos libros restantes de la serie animada: Tierra y Fuego. Se esperaba que Noah Ringer, Nicola Peltz, Jackson Rathbone, Dev Patel, Cliff Curtis y Shaun Toub regresaran para repetir sus papeles de: Aang, Katara, Sokka, Zuko, Ozai y Iroh. También se esperaba que Summer Bishil volviera para interpretar a Azula, la hermana de Zuko y ser la antagonista principal de la secuela. 
Pero lamentablemente, después de la pésima recaudación en taquilla y la mayoría de reseñas negativas por parte de la crítica y de la audiencia, ambos proyectos fueron cancelados.
Sin embargo, el 30 de diciembre de 2019, se informó que se está desarrollando un nuevo remake de acción real de la serie animada, sin tomar en cuenta la película, con los creadores de la serie animada Michael Dante DiMartino y Bryan Konietzko como productores ejecutivos.
El 2 de enero de 2020, la actriz Jessie Flower, quien interpretó a Toph en la serie animada, anunció que la adaptación de la serie entrará en producción en febrero de 2020 y que se estrenará en Netflix.